# Dennis Kelly
Dennis Andrew Kelly (ur. 16 stycznia 1990 roku w Chicago Heights w stanie Illinois) – amerykański zawodnik futbolu amerykańskiego, występujący na pozycji offensive tackle. Od 2012 roku zawodnik Philadelphia Eagles, grającego w lidze NFL.

## Szkoła średnia
Kelly uczęszczał do Marian Catholic High School w Chicago Heights i występował w jej drużynie futbolowej na pozycji Tight enda. Był jej podstawowym zawodnikiem przez trzy lata, a w ostatnim roku występów był również jej kapitanem. Występował również w drużynie koszykówki.

## College
Kelly uczęszczał do Purdue University od 2008 roku do 2011. W sezonie 2009 został wybrany do drużyny najlepszych zawodników występująceych w konferencji Big-Ten. Rok później został wybrany MVP formacji ofensywnej swojej drużyny. W sezonie 2011 został wybrany kapitanem drużyny Purdue.

## NFL
Kelly przystąpił do draftu 2012. Przez większość ekspertów był wskazywany jako wybór w 7. rundzie, lub podpisanie kontraktu jako niewybrany w drafcie. Został jednak wybrany w piątej rundzie (153 wybór) draftu NFL w roku 2012 przez zespół Philadelphia Eagles. Podpisał z nim czteroletni kontrakt 9 maja 2012.

## Życie prywatne
Jest synem inżyniera Michaela Kelly oraz dyrektorki szkoły Geralyn Kelly. Jego brat Tim również gra w futbol amerykański, występuje w drużynie z Uniwersytetu Eastern Illinois.